# Aire métropolitaine de Cluj-Napoca

Carte approximative de l'aire métropolitaine de Cluj-Napoca.

L'aire métropolitaine de Cluj-Napoca (en roumain : Zona metropolitană Cluj) est une communauté urbaine roumaine comprenant la ville de Cluj-Napoca et plusieurs communes limitrophes. 
Puisque c'est un projet en cours, toutes les communes visées n'en font pas encore partie. Ainsi, dans une première étape (déjà fonctionnelle), seulement la ville de Cluj-Napoca et 17 communes en font partie : Aiton, Apahida, Baciu, Bonțida, Borșa, Căianu, Chinteni, Ciurila, Cojocna, Feleacu, Florești, Gârbău, Gilău, Jucu, Petreștii de Jos, Tureni et Vultureni. À partir du début du XXIe siècle, la plupart de ces communes connaissent un phénomène de rurbanisation.
La surface totale de l'actuelle aire métropolitaine est de 153 754 ha (1 537,54 km2), alors que la population s'élève à 379 705 habitants. À long terme, l'aire métropolitaine de Cluj dépassera les limites du județ de Cluj.